# Акбулацький сільський округ (Сайрамський район)
Акбула́цький сільський округ (каз. Ақбұлақ ауылдық округі, рос. Акбулакский сельский округ) — адміністративна одиниця у складі Сайрамського району Туркестанської області Казахстану. Адміністративний центр та єдиний населений пункт — село Акбулак.
Населення — 5765 осіб (2021; 4020 у 2009, 3091 у 1999, 2550 у 1989).
Станом на 1989 рік існувала Самсоновська сільська рада (села Самсоновка, Утемиш, Шапрашти). 2013 року села Утемиш та Шапрашти були приєднані до складу міста Шимкент разом з територію площею 12,98 км².